# Самолетна катастрофа на летище София (1988)
Катастрофата на пътническия самолет Як-40 на авиокомпания „Балкан“ става на летище София на 2 август 1988 година. От 37 души, намирали се на самолета, загиват 29 души – 23 при катастрофата и 6 по-късно в болница (по други данни 28 души).

## Полет
Пътническият самолет трябва да изпълни полет по редовната пътническа авиолиния с маршрут София – Варна, но летището е затворено за полети поради предстоящо излитане на самолет ТУ-154 с партийния и държавен ръководител Тодор Живков на борда. Тъй като излитането на самолета на Живков не става в планирания час, а се забавя, а точният му час не се знае, въздушният диспечер разрешава на пътническия самолет да излети за Варна, като иска от екипажа да ускори излитането. Предполага се, че в бързината екипажът допуска грешка, самолетът не успява да се отдели от земята преди края на пистата и се разбива в бетонираното корито на река Искър, избухвайки в пламъци. Част от пътниците загиват при самия удар, други от отровните газове, отделяни при пожара от облицовката на самолета и тапицериите на седалките, а някои, изпаднали в безсъзнание, според непотвърдени информации загиват от удавяне при заливането на самолета с пяна от пожарникарите. част от оцелелите хора умират в болниците.
Истинската причина за катастрофата не може да бъде назована със сигурност, няма записи от черните кутии, а следите са заметени веднага. Поради суетенето около полета на Тодор Живков в неизвестен час, на летището има странни действия още преди полета. Възниква въпросът дали някой е принудил пилота да прибърза с излитането или сам е взел това решение. Няма звено за разследване на авиокатастрофи, не са поканени международни експерти. Публикуваната информация за катастрофата е съвсем оскъдна.